# Justin Oien
Justin Oien (Escondido, 5 mei 1995) is een Amerikaans wielrenner die anno 2018 rijdt voor Caja Rural-Seguros RGA.

## Carrière
In 2012 werd Oien, met name door zijn derde plaats in de laatste etappe, vierde in het eindklassement van de Ronde van Abitibi. In april 2013 eindigde hij als tiende, middenin de eerste achtervolgende groep, in Parijs-Roubaix voor junioren. Bij zijn tweede deelname aan de Ronde van Abitbi wist Oien dankzij een goede tijdrit – hij werd zesde in de korte tijdrit rond Rouyn-Noranda – achtste te worden in het eindklassement.
Als eerstejaars belofte wist Oien achtste te worden in de ZLM Tour. In de Ronde van de Isard, waar hij met een Amerikaanse selectie aan deelnam, wist hij met zijn teamgenoten vierde te worden in de ploegentijdrit. In 2016 werd hij zesde in de beloftenversie van Parijs-Roubaix. Vier maanden later stond hij namens een Amerikaanse selectie, die geheel uit Axeon Hagens Berman-renners bestond, aan de start van de Olympia's Tour. In de openingsploegentijdrit wisten Oien en zijn teamgenoten de Australische selectie tien seconden voor te blijven en zo de overwinning voor zich op te eisen.
In 2017 werd Oien prof bij Caja Rural-Seguros RGA. Zijn debuut maakte hij in de Ronde van Murcia, waar hij buiten de tijdslimiet finishte. In mei won hij de laatste etappe van de Ronde van Rhône-Alpes Isère, door in een sprint met een kleine groep Romain Combaud en Evaldas Šiškevičius voor te blijven. Later dat jaar werd hij onder meer vierde in de Grote Prijs Marcel Kint.

## Overwinningen
2016
1e etappe Olympia's Tour (ploegentijdrit)
2017
4e etappe Ronde van Rhône-Alpes Isère

## Ploegen
- 2015 –  Axeon Cycling Team
- 2016 –  Axeon Hagens Berman
- 2017 –  Caja Rural-Seguros RGA
- 2018 –  Caja Rural-Seguros RGA

Barta · Curran · Daniel · Eaton · Geoghegan Hart · Guerreiro · O'Donnell · Oien · Oram · Owen · Putt · Swirbul · Young
Barta · Brown · Costa · Curran · Daniel · Dunbar · Geoghegan Hart · Guerreiro · Joyce · Neilands · O'Donnell · Oien · Owen · Powless · Williams · Young
Aranburu · Arroyo · Benito · Butler · Celano · Ferrari · Irisarri · Lastra · Mas · Molina · Oien · Page · Pardilla · Prades · Reis · Rosón · Rubio · Sáez · Schultz · Trofimov · Zabala · Pelegrí (stagiair) · Serrano (stagiair) · Sola (stagiair)
Amezqueta · Aranburu · Benito · Celano · Cuadros · Ferrari · Irisarri · Lastra · Mas · Molina · Moreira · Oien · Pardilla · Reis · Rodríguez · Schultz · Serrano · Silva · Soto · Yssaad · Zabala